# Portree
Portree, schottisch-gälisch Port Rìgh, deutsch: „der Hafen des Königs“, ist der Hauptort und die einzige Stadt der Insel Skye, der größten Insel der zu Schottland gehörenden Inneren Hebriden.

## Lage und Name
Der kleine Hafen der Stadt liegt geschützt zwischen schwarzen Klippen und einigen Hügeln: Dem Ben Tianavaig (413 m) im Süden und dem Suidh Fhinn oder Fingal’s Seat (312 m, gälisch Aite suidhe Fhinn) im Westen. Von dort aus soll der keltische Sagenheld Fingal nach der Ossian-Dichtung von James Macpherson eine legendäre Jagdgesellschaft geleitet haben, bei der mit Hilfe von 3000 Jagdhunden 6000 Stück Wild erlegt wurden. Im Norden erhebt sich der nur 144 m hohe Ben Chrachaig. Östlich vorgelagert ist die Insel Raasay zu sehen. Sie gehört ebenso wie die nördlich davon gelegene Insel Rona zur Civil parish Portree. Anders als in Reiseführern häufig zu lesen, leitet sich der Name des Ortes womöglich nicht von einem Besuch des schottischen Königs Jakob V. im Jahr 1540 ab. Schon lange vorher, so örtliche Experten, hießen Dorf und Umgebung Portree oder Portray. Nach offiziellen Angaben beruht der Name auf dem gälischen Ausdruck für eine Ortschaft mit Hanglage. Es ist für die Zeit vor dem 16. Jahrhundert für das Dorf aber auch die alte Bezeichnung Kiltaraglen (Kirche des Heiligen Talarican, nach dem gälischen Cill Targhlain) überliefert. Der Hafen war als Loch Choluim-cille bekannt.

## Bevölkerung
Bei der Volkszählung 2011 lebten 2318 Menschen in Portree. Rund 37,8 % der Bevölkerung beherrschen die gälische Sprache.

## Geschichte
In Portree soll schon der irische Mönch St. Kolumban im frühen Mittelalter gepredigt haben, weshalb die Meeresbucht früher Loch Choluimcille geheißen haben soll. Die Eilean Chaluim-Chille ist eine Gezeiteninsel vor der Ostküste der Bucht von Portree. 1263 führte der norwegische König Håkon IV. eine Strafexpedition gegen die schottischen Könige bis in die Bucht von Portree. Die Liegenschaften rund um Portree und auf der Halbinsel Trotternish wurden über Jahrhunderte vom nicht sehr einflussreichen Clan der Nicolsons (MacNicols oder MacNicolls, auch MacNeacail) bewirtschaftet.
Im Mai 1540 segelte der schottische König Jakob V. zu den Hebriden, um Aufstände und Konflikte unter den Clans beizulegen. Die majestätische Flotte landete in der Bucht von Portree, mutmaßlich an einem Bachlauf, der deshalb damals Port-an-Rìgh genannt wurde. Die zerstrittenen Stammesältesten schworen Treue und unterwarfen sich zeremoniell, doch nach Jakobs V. Tod 1542 brachen erneut Streitigkeiten aus. Bei seiner Abreise hatte der König dem unbedeutenden Weiler Kiltaraglen möglicherweise zwar den schmückenden Beinamen Portree, aber keinerlei königliche Privilegien verliehen.
Nach der verlorenen Schlacht bei Culloden erreichte Charles Edward Stuart (Bonnie Prince Charlie) im Frühsommer 1746 nach einer abenteuerlichen Flucht Portree, wo er im Gasthaus von Charles MacNab speiste. Da er in Portree vor den englischen Verfolgern nicht sicher war, wurde der Prinz schließlich auf die Insel Raasay gebracht, wo er drei Tage in einer provisorischen Schäferhütte verbrachte, weil fast alle anderen Gebäude von den Engländern niedergebrannt worden waren. Über mehrere Stationen reiste Charles Edward Stuart schließlich mit Hilfe von Vertrauten weiter auf das schottische Festland nach Knoydart und Borodale, von wo er unter strengster Geheimhaltung nach Frankreich segeln konnte.
Der Dichter James Macpherson bereiste die Isle of Skye im August 1760, um schottische Heldensagen zu sammeln. Vier Tage lang ließ sich der in der gälischen Orthographie unzureichend kundige Schriftsteller von einem Kenner der Fians oder Fingalians, dem Schmied Alexander Macpherson, in Portree bewirten, Gedichte vortragen und ein umfangreiches gälisches Manuskript mit Epen aushändigen. Das Material diente Macpherson als Inspirationsquelle für sein als „uralt“ ausgegebenes Ossian-Epos, das er, wie sich erst sehr viel später zweifelsfrei herausstellte, tatsächlich selbst verfasst hatte.
Lange Zeit bestand Portree nur aus wenigen Häusern und einem kleinen Gasthaus. Erst mit Sir James, dem 16. Clanchef der MacDonalds, der 1766 im Alter von nur 25 Jahren unter tragischen Umständen in Rom starb, soll der Ort an Bedeutung gewonnen haben. 1800 ließen seine Nachfolger in Portree ein Gefängnis bauen. Seit dem späten 18. Jahrhundert schifften sich im Naturhafen von Portree Auswanderer nach Übersee ein. So sah der schottische Schriftsteller James Boswell 1773 die Nestor vor Anker liegen, einen der größten Segler, der Emigranten beförderte. Während der Napoleonischen Kriege wurde in Portree 1803 ein Freiwilligen-Regiment aufgestellt, das eine befürchtete Landung der Franzosen verhindern sollte. Im November 1884 warf das Kanonenboot HMS Forrester vor Portree Anker, um einen Aufstand von Kleinbauern niederzuschlagen, die sich wegen ihrer Mittellosigkeit weigerten, Pacht zu zahlen. Sheriff William Ivory hatte die Verstärkung angefordert, um die Rebellion in den Griff zu bekommen, scheiterte aber letztlich am passiven Widerstand der Einwohner.
Portree verfügt über ein Museum zur Inselgeschichte, The Aros Experience, das Details über Bonnie Prince Charlie und Flora MacDonald bietet und in dem einige der Goldenen Schallplatten der schottischen Band Runrig ausgestellt werden.
Ganz in der Nähe liegt das kleine Dorf Skeabost. Carn Liath ist ein etwa 4,0 m hoher Hügel eines neolithischen Kammergrabes in der Nähe von Kensaleyre an der Spitze von Loch Eyre. Es gehört zu einer größeren Gruppe von Cairns und ist aus der Ferne leicht zu erkennen, weil die Steine, aus denen es gebaut ist, mit einer weißen Flechte bedeckt sind. Das Grab wurde geöffnet und es wurde eine Steinkiste gefunden. Nach der Ausgrabung wurde es wieder verschlossen.

## Portree als Typlokalität
Die nähere und weitere Umgebung von Portree ist Typlokalität für zwei Minerale. Zu ihnen gehören der 1851 an der bekannten, etwa 15 km nördlich von Portree gelegenen Felsnadel „The Old Man of Storr“ unterhalb des 719 m hohen The Storr (oder Storr) entdeckte Gyrolith (von griechisch γύρος für Kreis, Kreisel oder Drehung) und der 1961 an einem Aufschluss ca. 1 km nördlich von Portree gefundene Tacharanit (von gälisch tacharan für Wechselbalg).

## Tourismus
Portree ist touristisches Zentrum der Isle of Skye und im Sommer regelmäßig überlaufen. Vor allem während der Highland Games im August, dem größten regionalen Event, sind die Unterkünfte in der gesamten Umgebung ausgebucht. Das führte 2017 sogar zu behördlichen Warnungen, Reisende sollten ihre Übernachtungsmöglichkeiten unbedingt lange vor der Ankunft reservieren, nachdem sich Touristen ohne Quartier hilfesuchend an Polizeistationen gewandt hatten.
Einer der populärsten Ärzte auf den Hebriden, Alasdair Ban MacLeod („Dr. Ban“, 1788–1854), der auch als Ingenieur und Immobilienentwickler tätig war, wollte schon im 19. Jahrhundert aus Portree ein Seebad nach dem Vorbild von Oban machen. MacLeod war von der gesundheitsfördernden Wirkung von Meeresfrüchten und Rotalgen überzeugt und wollte das touristisch nutzen. In den wenigen Jahren, die er in Portree verbrachte, sorgte er für bessere Straßen, die Trockenlegung von Mooren, errichtete einen (unvollendeten) Aussichtsturm und ein Museum, um die Attraktivität für potentielle Kurgäste zu steigern. Gleichwohl blieb Portree bis zum Ende des 20. Jahrhunderts vergleichsweise wenig besucht.
Erst in jüngster Zeit wird über die Modernisierung der touristischen Infrastruktur diskutiert, etwa über eine Verbreiterung der teils einspurigen Landstraßen und Hotel-Neubauten. Zum Tourismus-Boom trugen mehrere Filme bei, die ganz oder teilweise auf der Isle of Skye gedreht wurden, so Macbeth, BFG – Big Friendly Giant, Der Sternwanderer, Prometheus – Dunkle Zeichen, King Arthur: Legend of the Sword und Transformers: The Last Knight. Der Sänger Harry Styles drehte das Video zu seinem Hit Sign of the Times auf Skye.

## Verkehr
Portree liegt an der road, der wichtigsten Hauptverkehrsstraße der Insel, die vom Festland kommend über die Skye Bridge bis zum Fährhafen bei Uig verläuft. In Portree zweigt die A855 ab, die die Halbinsel Trotternish erschließt. Die B885 stellt eine Querverbindung zur Westküste von Skye bei Struan her.
Vom Busbahnhof auf dem Somerled Square verkehren regelmäßig Busse nach Glasgow und Inverness, sowie Regionallinien, die die Insel Skye erschließen. Außerdem werden Sightseeing-Touren per Bus und Boot angeboten.